# Rundkopfzikaden
Die Zikaden (Auchenorrhyncha) wurden vielfach in zwei Großgruppen (Unterordnungen) eingeteilt, die Spitzkopfzikaden (Fulgoromorpha) und die Rundkopfzikaden (Cicadomorpha). Da es sich dabei wohl nicht um ein monophyletisches Taxon handelt, wird der Begriff „Zikaden“ vor allem auf Grund seiner weiten Verbreitung (auch in Lehrbüchern) und aus Tradition weiter verwendet. Es gibt mehr als 33.000 Arten von Cicadomorpha in über 5.000 Gattungen und 11 Familien, davon 491 Arten auch in Deutschland.

## Lebensweise
Ebenso wie die Spitzkopfzikaden sind die Rundkopfzikaden terrestrische Insekten, die fliegen, laufen und meistens auch gut springen können. Viele, nicht nur die Singzikaden, singen, wobei die Gesänge vieler kleiner Zikaden für das menschliche Ohr nicht hörbar sind.
Cicadomorpha saugen an Pflanzen, in der Regel Xylem oder Phloem, lediglich Typhlocybinae saugen Zellinhalte (Parenchym). Viele endosymbiontische Bakterien und Pilze, die insbesondere in bestimmten Bereichen des Fettgewebes leben ermöglichen die Verwertung der Pflanzensäfte. Manche Arten produzieren Honigtau und sind symbiontisch mit Ameisen vergesellschaftet.

## Morphologie

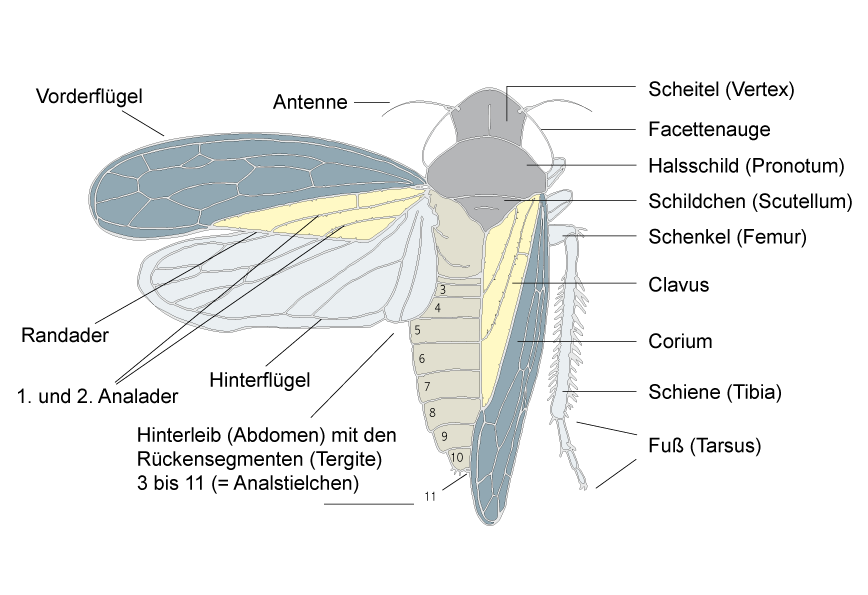
Grundbauplan Cicadomorpha

Der Kopf ist fast unbeweglich mit dem Thorax verbunden. Auf der Unterseite, mehr oder weniger zwischen den Vorderhüften, entspringt ein dreigliedriger Saugrüssel. Die Cicadomorpha haben vier Flügel mit vielen Adern, die alle durchsichtig sind und in Ruhestellung meistens dachförmig über dem Rücken zusammengelegt werden. Die Vorderflügel sind meist derber und oft anders gefärbt als die Hinterflügel, im Flug werden die Vorder- und Hinterflügel miteinander funktionell verbunden. Die 1. und 2. Analader im Clavus der Vorderflügel münden getrennt in den Flügelhinterrand. Im Hinterflügel ist keine Radialader. An der Basis der Vorderflügel ist keine Deckschuppe (Tegula). Bei manchen Arten sind die Flügel verkürzt und polymorph.
Systematisch wichtige Unterschiede zu den Fulgoromorpha gibt es auch im Bau der inneren Genitalien.
Am Kopf sind Furchen und Nähte, keine Leisten oder Kiele (wie bei den Fulgoromorpha). Der Clypeus ist nach vorne gewölbt und meist von oben deutlich sichtbar, woher die Bezeichnung „Rundkopfzikaden“ herrührt. Es sind entweder zwei Ocellen oder keine Ocellen vorhanden. Die Ocellen und die Antennen stehen zwischen den Komplexaugen. Die Antennengeißel ist meist kurz und borstenförmig.

## Gliederung der Cicadomorpha

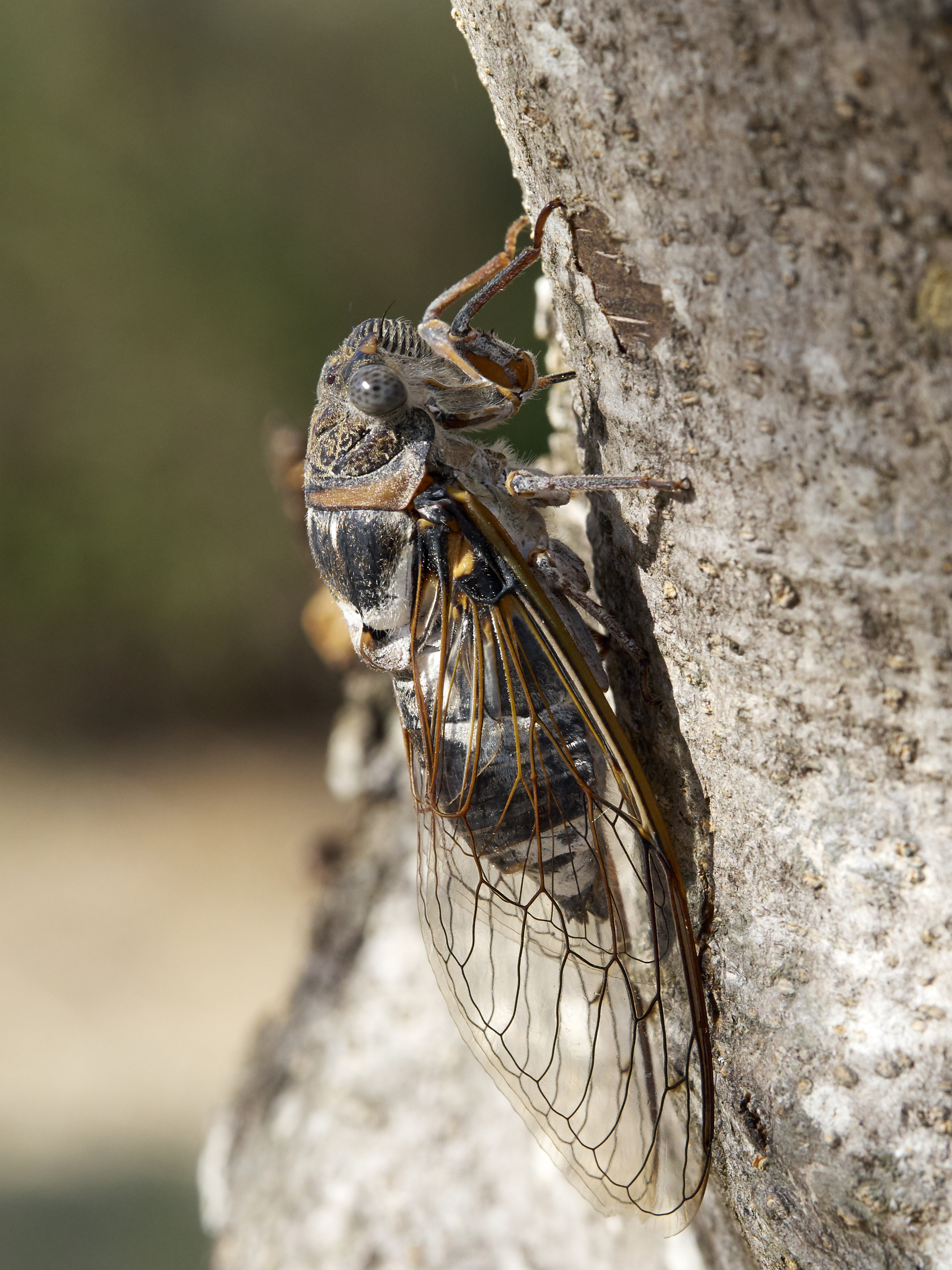
Eine Cicada orni aus der Familie der Singzikaden (Cicadidae)

Überfamilie Membracoidea mit folgenden Familien:
- Cicadellidae (= Jassidae, Zwergzikaden)
- Membracidae (Buckelzikaden)
- Aetalonidae (= Falsche Buckelzikaden; Mit Buckelzikaden nah verwandt, kleineres Pronotum, Scutellum mit Kiel, nur ca. 40 Arten, sieben Gattungen, sowohl in der Neuen Welt als auch in der Orientalis)
- Melizoderidae (= Helmzikaden; Pronotum helmartig nach vorne erweitert, nur 8 Arten in Chile und Argentinien)
- Myerslopiidae (= Mooszikaden; nur ca. 15 Arten in Neuseeland und Chile, klein, nur 2-4 mm, leben im Moos)

Überfamilie Cercopoidea mit folgenden Familien (traditionelle Systematik nach Strümpel 2010)
- Cercopidae (Blutzikaden)
- Aphrophoridae (Schaumzikaden)
- Clastopteridae (= Schildzikaden, schildförmiger Habitus ähnlich wie Marienkäfer, ca. 90 Arten in Nord- und Südamerika)
- Machaerotidae (= Röhrenzikaden, Larven bilden artspezifische Röhren zum Schutz; ca. 120 Arten, in den Tropen der Alten Welt und Australiens)

Überfamilie Cicadoidea mit folgenden Familien:
- Tettigarctidae (= Pelzsingzikaden, pelzig behaart, Kommunikation mit Substratvibration, Larven saugen an Eukalyptuswurzeln. Nur eine rezente Gattung Tettigarcta mit zwei Arten in Australien. Weitere Arten fossil.)
- Cicadidae (Singzikaden)

Der Status einer weiteren Familie, der Epipygidae, ist umstritten. Wahrscheinlich gehören sie zu den Aphrophoridae.

## Phylogenie
Das Verhältnis der Großgruppen der Hemiptera zueinander, der Cicadomorpha, Fulgoromorpha, Sternorrhyncha, Coleorrhyncha und Heteroptera, deren Monophylie (zumindest, was die rezenten Gruppen angeht) heute in der Regel als gesichert gilt, ist ein schwieriges, und bis heute ungelöstes wissenschaftliches Problem (vgl.). Die traditionelle Systematik fasst die Cicadomorpha und Fulgoromorpha zu den Auchenorrhyncha oder Zikaden, und diese mit den Sternorrhyncha zu den Homoptera zusammen. Während aber die Homoptera in fast allen neueren Analysen als künstliche Gruppe gelten und heute nur noch wenige Befürworter besitzen, ist die Stellung der Zikaden ein offenes Problem. Obwohl die möglichen morphologischen Autapomorphien der Zikaden, vor allem das komplexe Tymbalorgan im Hinterleib, aber auch die borstenförmige Geissel der Antennen, die (namengebende) Position des Ursprungs des Labiums und weitere, schwerer sichtbare Merkmale (wie Struktur des Mechanismus der Flügelkoppelung und des Feinbaus der Flügelgelenke) für viele Bearbeiter überzeugend schienen, sprechen andere morphologische Merkmale, wie der Feinbau des Verdauungskanals und der Kopfkapsel dagegen. Die Analyse der Verwandtschaft anhand homologer DNA-Abschnitte, die hier fast ausschließlich auf Merkmalen der mtDNA, des eigenständigen Erbmaterials der Mitochondrien, aufbaut, schien Mitte der 1990er Jahre die Sache, gegen die Monophylie der Zikaden, entschieden zu haben. Nach neueren Studien ist die Sachlage komplexer. Durch die lange zurückliegende Aufspaltung (nach dem Fossilbefund vermutlich schon im Perm) ist die Sequenz in variableren Abschnitten so oft mutiert, dass wohl jedes phylogenetische Signal verloren gegangen ist („Sättigung“), außerdem kommt es, wegen sehr unterschiedlicher Evolutionsgeschwindigkeit, zu sogenannten Long-branch attraction artefacts, bei denen sehr verschiedene Sequenzen quasi zu Rand hin „abgedrängt“ werden und dadurch eine falsche Verwandtschaftsposition zwischen davon betroffenen Taxa vorgegaukelt werden kann. Neuere Analysen mit besserer Taxonabdeckung und Berücksichtigung größerer Anteile der mtDNA kommen hier nach wie vor zu einander widersprechenden Resultaten.